# Роз'їзд (Слободський район)
Роз'ї́зд (рос. Разъезд) — селище у складі Слободського району Кіровської області, Росія. Входить до складу Озерницького сільського поселення.
Населення становить 66 осіб (2010, 119 у 2002).
Національний склад станом на 2002 рік — росіяни 94 %.